# Бретт, Оливия
Оливия Бретт (англ. Olivia Brett; род. 18 июня 2001, Крайстчерч) — новозеландская гребчиха на байдарках, Олимпийская чемпионка 2024 года, чемпионка мира 2023 года. Участница летних Олимпийских игр 2024 года.

## Биография
Оливия родилась и выросла в Крайстчерче.

## Карьера
На чемпионате мира по гребле на байдарках и каноэ 2023 года в Дуйсбурге Бретт завоевала золотую медаль на дистанции 500 метров в четвёрках. Это была историческая победа для Новой Зеландии и всего гребного спорта, поскольку впервые титул чемпиона мира на дистанции в четвёрках был завоеван страной, не входящей в число традиционных европейских лидеров.
На летних Олимпийских играх 2024 года в Париже новозеландская спортсменка, ведомая лидером команды Лизой Кэррингтон, завоевала золотую олимпийскую медаль в байдарках-четвёрках на дистанции 500 метров.